# Rosemarie Roozenbeek
Rosemarie Roozenbeek-Schep (24 december 1988) is een voormalig Nederlands korfbalster. In de Korfbal League maakte zij het meest furore bij Koog Zaandijk.
Ze is getrouwd met Nederlands korfballer Barry Schep en heeft 25 interlands achter haar naam staan.

## Begin van carrière
Roozenbeek begon met korfbal bij korfbalclub Tweemaal Zes uit Maartensdijk. Al op vroege leeftijd viel haar talent op, want al in de D-pupillen verruilde ze Tweemaal Zes voor Dalto uit Driebergen.
Ze won met Dalto dan ook nationale jeugd kampioenschappen in de C en B jeugd. Ook kwam ze in 2006 op 18-jarige leeftijd al in het eerste team van Dalto terecht. Zo speelde ze in seizoen 2006-2007 voor het eerst in de Korfbal League. Ze mocht in 2 wedstrijden meedoen en maakte 1 goal.

## Koog Zaandijk
In 2007 maakte Roozenbeek de overstap van Dalto naar Koog Zaandijk, mede omdat ze voor haar studie ging verhuizen naar de hoofdstad.
Haar komst was in een goede periode. Koog Zaandijk was net 1 jaar actief in de Korfbal League en had zich in het eerste seizoen veilig gespeeld door in de play-downs te winnen van SKF. Zo kwam Roozenbeek samen te spelen met ander jong talent zoals Tim Bakker, Rick Voorneveld, Kim Cocu en Erik de Vries.

Ze stopte met korfbal in 2018, na 11 seizoenen te hebben gespeeld bij Koog Zaandijk. Ze won 3 maal de Korfbal League zaaltitel, 3 maal de Europacup en ook 2 veldtitels.

## Statistieken
| Naam                 | KL seizoenen | Wedstrijden | Goals | Gemiddeld |
| -------------------- | ------------ | ----------- | ----- | --------- |
| Rosemarie Roozenbeek | 12           | 199         | 278   | 1,4       |

## Erelijst
- Korfbal League kampioen, 3x (2008, 2010, 2012)
- Ereklasse veldkorfbal kampioen, 2x (2009, 2014)
- Europacup kampioen, 3x (2009, 2011, 2013)

## Oranje
Roozenbeek speelde 25 officiële interlands voor het Nederlands korfbalteam.
Ze won goud namens Oranje op het EK van 2010 en 2014, WK van 2011 en de World Games van 2013